# Мирон Литов
Мирон Аврамов Литов е български политически офицер, генерал-майор.

## Биография
Роден е 9 февруари 1913 г. във фердинандското село Прогорелец. От 1931 г. е член на Работническия младежки съюз (РМС), а от 1939 г. и на Българската комунистическа партия (БКП). Учи в гимназия в Лом и София. Между 1934 и 1939 г. учи право в Софийския университет. След като завършва заминава за Лом. Там е определен за секретар на Околийския комитет (ОК) на РМС. На тази позиция остава до 1943 г. От 1943 г. е секретар на ОК на БКП в Лом и политкомисар на партизанския отряд „Стефан Караджа“. Същата година е осъден задочно на смърт.
От 1944 до 1947 г. е първи секретар на ОК на БКП в Лом. През 1947 г. завършва Висша партийна школа, след което до 1951 г. работи в отдел „Пропаганда и агитация“ при Централния комитет (ЦК) на БКП. През 1951 г. постъпва в българската армия. Бил е началник на политическия отдел на Военнополитическата академия, както и заместник-началник на управление в Главното политическо управление на българската армия. Към 1969 г. е секретар на партийната комисия към Главното политическо управление.
От 30 август 1969 г. е генерал-майор. Заместник-завеждащ Отдел „Военен“ при ЦК на БКП (от 1971). През 1974 г. напуска българската армия. Между 1974 и 1977 г. е заместник-председател на Славянския комитет. От 1977 г. е член на Управителния съвет на Комитета за българите в чужбина.
С указ № 363 от 8 февруари 1983 г. е обявен за герой на социалистическия труд. Награждаван е още с ордените „Народна република България“ – II (1963) и I ст. (1973), „Народна свобода 1941 – 1944 г.“ – I и II ст., „9 септември 1944 г.“ – I ст. с мечове, II ст. с мечове и съветския „Червена звезда“.